# Christoph Caskel
Christoph Caskel (Greifswald, 12 januari 1932 – Keulen, 19 februari 2023) was een Duitse slagwerker en docent.

## Biografie
Caskel werd geboren in Greifswald en leerde al op jonge leeftijd slaginstrumenten bespelen. Hij kreeg op vijfjarige leeftijd les van een militaire muzikant en als schooljongen van een slagwerker van de Staatsoper Unter den Linden. Van 1949 tot 1953 studeerde hij slagwerk bij Wenzel Pricha aan de Staatliche Hochschule für Musik in Keulen. Tijdens deze jaren begon hij zich te interesseren voor eigentijdse muziek onder invloed van een andere docent aan de Hochschule, de cellist Maurits Frank. Na zijn conservatoriumopleiding studeerde hij van 1953 tot 1955 musicologie aan de Universiteit van Keulen.
Tegen het begin van de jaren zestig was Caskel internationaal bekend geworden als uitvoerder van kamermuziek en solowerken van hedendaagse componisten, waarbij hij deelnam aan de premières van belangrijke werken als Karlheinz Stockhausens Zyklus (1959) en Kontakte (1960), Helmut Lachenmanns Intérieur (1966) en Mauricio Kagels Transición II (1958-59), die hij ook opnam. Hij heeft zich ook geïnteresseerd in historische slaginstrumenten en was paukenist in het oude muziek orkest Capella Coloniensis. In 1964 werd hij lid van het Stockhausen Ensemble. Hij voerde ook Béla Bartóks Sonate voor twee piano's en slagwerk uit en nam die tweemaal op met Aloys en Alfons Kontarsky in 1963 en 1977.
In 1963 werd hij benoemd aan de faculteit van de Rheinische Musikschule in Keulen. In datzelfde jaar vormde hij een duo met de klavecinist Franzpeter Goebels. In 1973 werd hij docent pauken en slagwerk aan de Hochschule für Musik und Tanz Keulen. Tot zijn opmerkelijke leerlingen behoren Manos Tsangaris, Sascha Dragićević, Paul Lovens, Hans Ulrich Humpert, Frank Köllges, Peter Eisheuer, en Cornel Țăranu. Daarnaast heeft hij zich toegelegd op het instrueren van beginnende slagwerkers. Zo publiceerde hij in 2005 een boek voor complete beginners, Snare Drum... step by step.... in 2005. Hij publiceerde artikelen over slagwerk in Die Musik in Geschichte und Gegenwart en een artikel over slagwerknotatie in de Darmstädter Beiträge zur neuen Musik (1965).
Hij werd 91 jaar oud.

## Prijzen
In 1963 ontving hij de Förderpreis des Landes Nordrhein-Westfalen für junge Künstlerinnen und Künstler.